# NGC 4348
NGC 4348 est une galaxie spirale vue par la tranche et située dans la constellation de la Vierge. NGC 4348 a été découverte par l'astronome germano-britannique William Herschel en 1786.

## Caractéristiques
La classe de luminosité de NGC 4348 est II-III et elle présente une large raie HI.
À ce jour, une vingtaine de mesures non basées sur le décalage vers le rouge (redshift) donnent une distance de 32,500 ± 3,530 Mpc (∼106 millions d'al), ce qui est à l'intérieur des valeurs de la distance de Hubble.

### Distance
Sa vitesse par rapport au fond diffus cosmologique est de 2 357 ± 25 km/s, ce qui correspond à une distance de Hubble de 34,8 ± 2,5 Mpc (∼114 millions d'al).

### Galaxie isolée
NGC 4348 est une galaxie du champ, c'est-à-dire qu'elle n'appartient pas à un amas ou un groupe et qu'elle est donc gravitationnellement isolée.

## Galaxies satellites
Le relevé astronomique SAGA destiné à la recherche de galaxies satellites en orbite autour d'une autre galaxie a permis de détecter la présence d'une possible galaxie satellite pour NGC 4348.